# 린언위
린언위(중국어: 林恩宇, 한어 병음: Lín Enyǔ, 웨이드-자일스: Lin2 En1 Yü3, 1981년 3월 25일 ~ , 중화민국 타이완 성 타이난시)는 전  대만 프로 야구 중신슝디 엘리펀츠의 선수로, 우투우타이며, 투수이다. 2005년 초 중화직업봉구대연맹의 청타이 코브라스에 드래프트되었고, 2006년까지 뛴 뒤 일본 프로 야구 팀 도호쿠 라쿠텐 골든이글스로 이적했다. 2010년 다시 CPBL로 돌아와서,  중신슝디 엘리펀츠에서 뛰었으며 현재 중신 브라더스 1군 불펜코치다.

## 같이 보기
- 중화 타이베이 야구 국가대표팀